# Klempner und Installateur

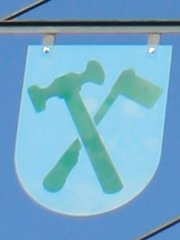
Das Berufszeichen der Klempner und Installateure zeigt die wichtigsten Werkzeuge: den Löthammer und den Treibhammer.

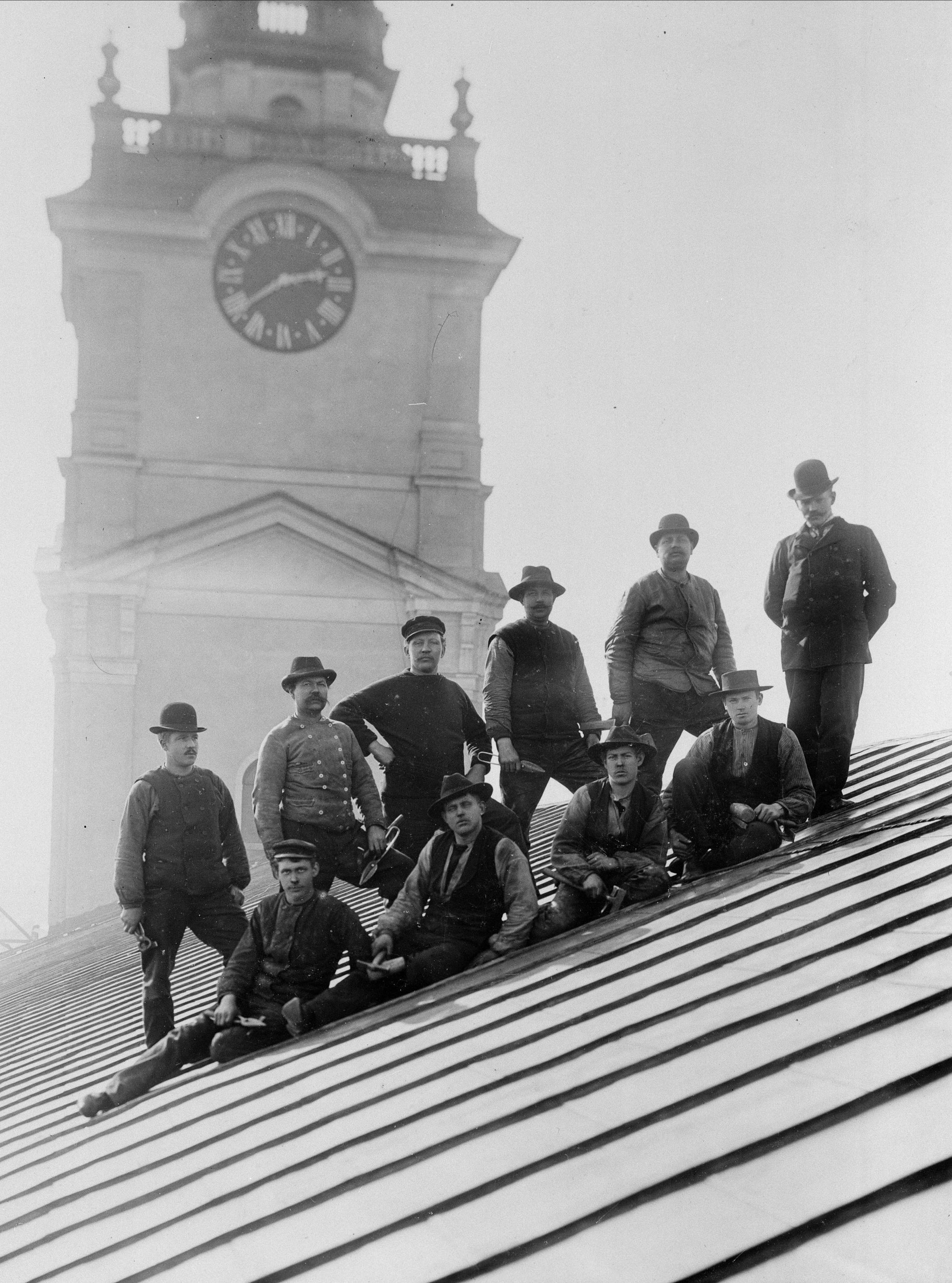
Klempner verlegten ein neues Stehfalzdach auf der Storkyrkan in Stockholm, 1903

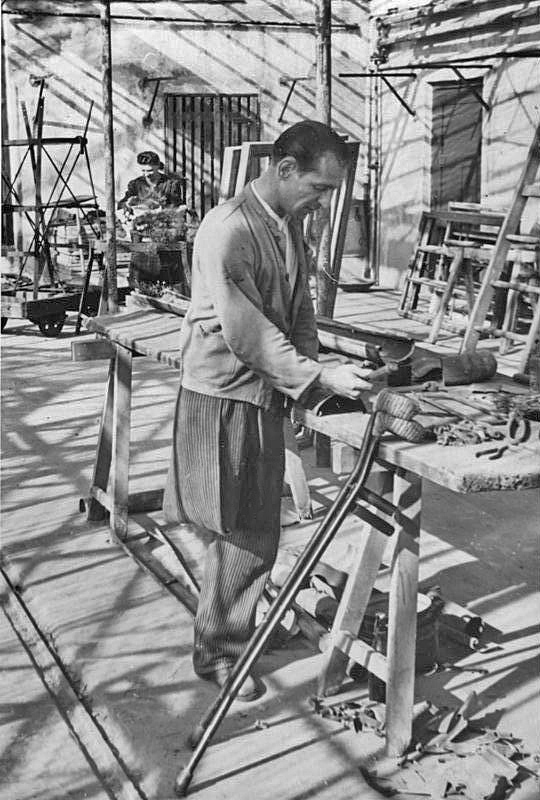
Ein Klempner und Installateur bei der Arbeit (1949)

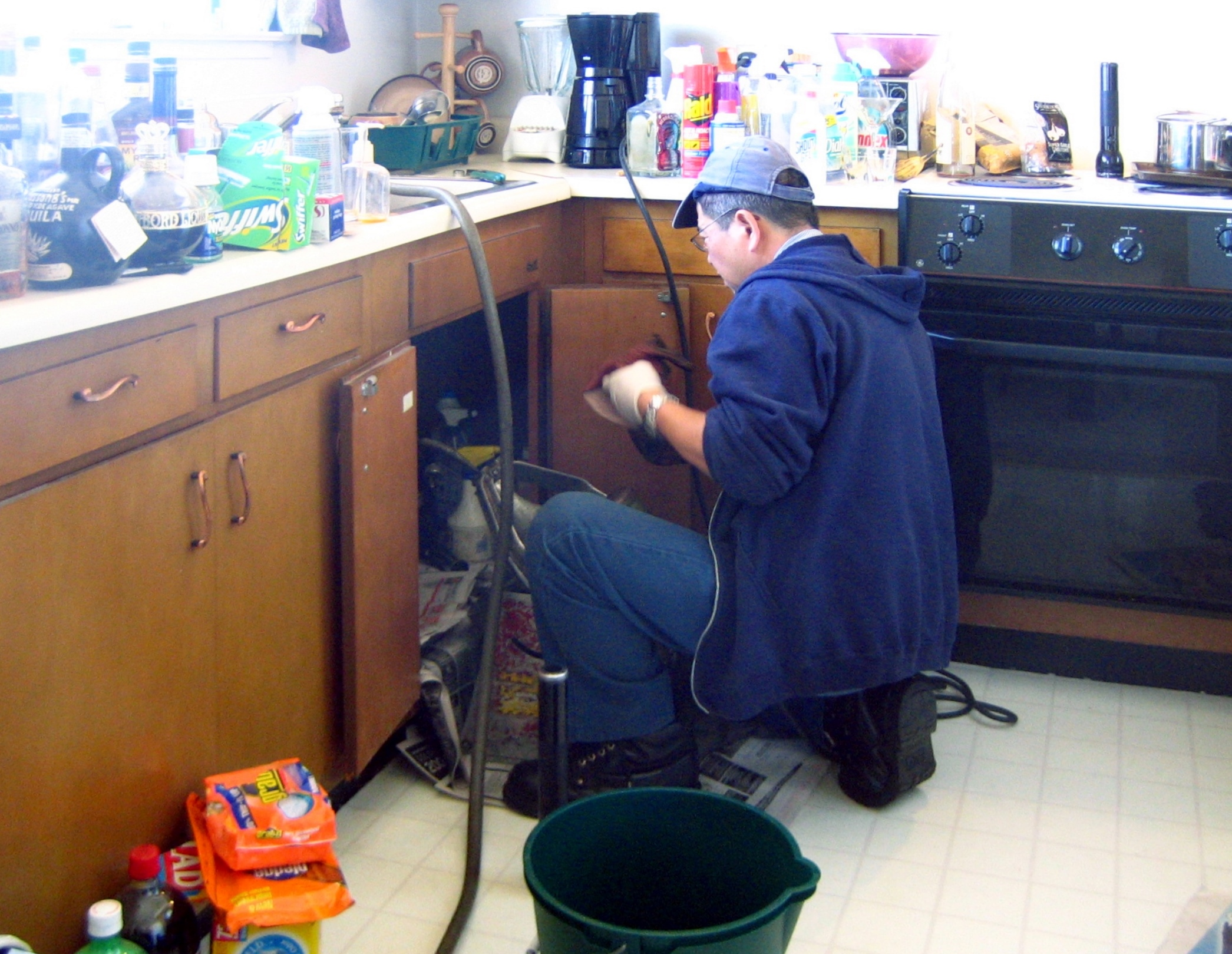
Klempner und Installateur

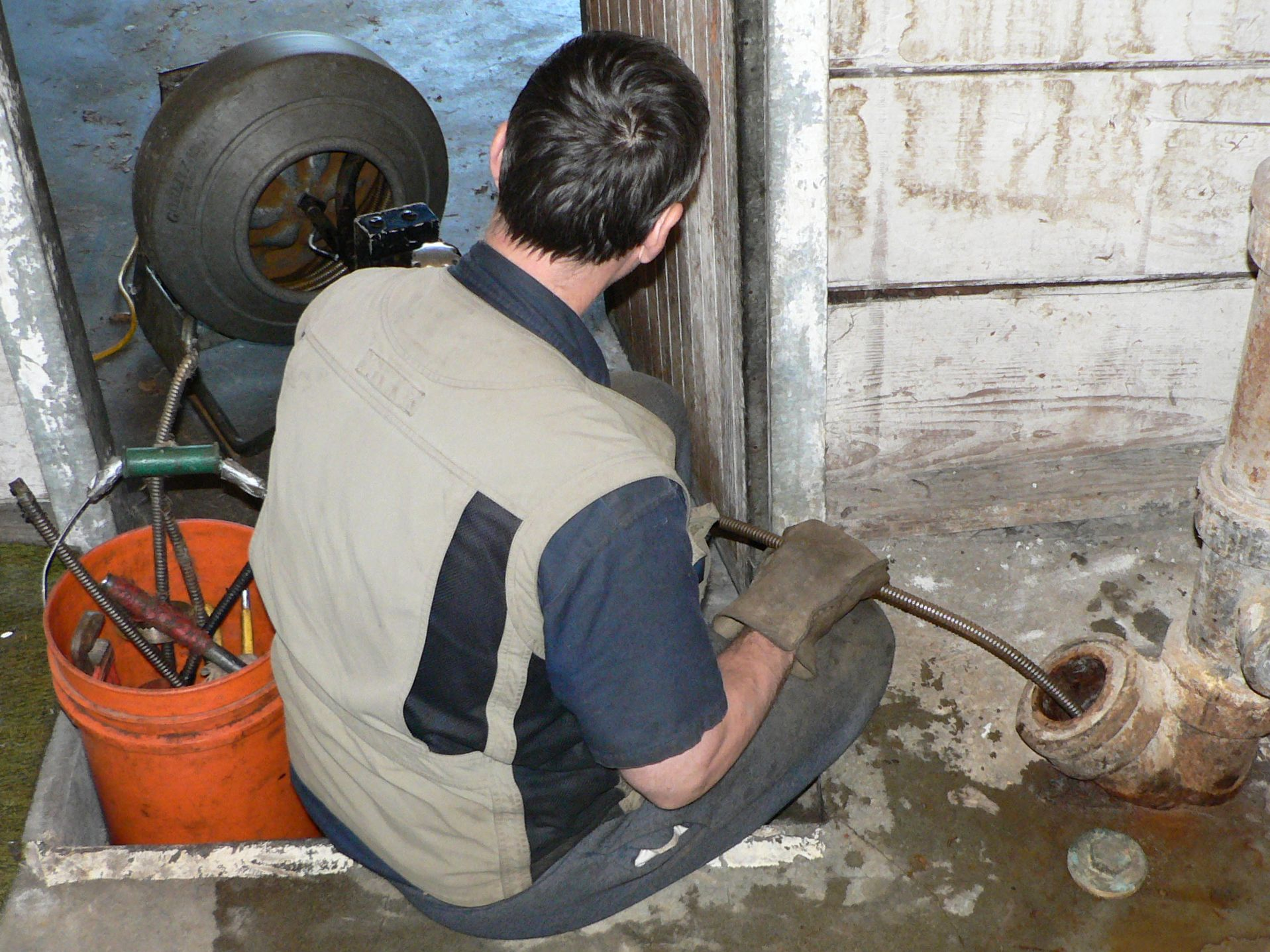
Klempner und Installateur beim Reinigen einer Abwasserleitung mittels Rohrreinigungsspirale

Klempner und Installateur war bis 1966 ein anerkannter handwerklicher Ausbildungsberuf in Deutschland. Die Lehrzeit betrug dreieinhalb Jahre. Ab 1966 haben sich daraus die Berufsbilder Klempner sowie Gas- und Wasserinstallateur entwickelt.

## Regionale Bezeichnungen
Klempner und Installateure wurden regional unterschiedlich benannt:
- Klempner und Installateur im Großteil Nord- und Mitteldeutschlands
- Spengler und Installateur in weiten Teilen Süddeutschlands, Hessens, der Schweiz, Österreich und Südtirol
- Flaschner und Installateur in Teilen Baden-Württembergs und Frankens; auch im südlichen Vogtland und südlichen Westerzgebirge sowie im Nordbairischen[2]
- Blechner und Installateur im Badischen

## Berufsbild
Klempner und Installateure be- und verarbeiteten Bleche aus Stahl, Kupfer, Messing, Zink, Blei, Aluminium und auch Kunststoffe zu Behältern, Dachrinnen, Regenfallrohren, Blechdächern sowie Fassadenverkleidungen aller Art. Sie fertigten alles, was am Bau aus Blech gefertigt werden musste, teilweise auch Wetterfahnen und Wasserspeicher. Sie machten Entwürfe und schnitten die Bleche nach Zeichnungen und Plänen zu, bogen, bördelten, kantelten, falzten, löteten, trieben und spannten das Blech, fertigten daraus Einzelteile, passten sie zusammen und bauten sie an der Baustelle ein. Auch der Blitzableiter- und der Kühlerbau konnte zu ihrem Aufgabenbereich gehören.
Weiterhin erstellten Klempner und Installateure Anlagen für die Versorgung von Gebäuden mit Gas zum Kochen und Heizen sowie mit Trink- und Brauchwasser. Sie bauten Einrichtungen für den Abfluss des Schmutzwassers, für Grundstücksentwässerungen und Regenwasserableitungen. Durch Schweißen, Löten und Verschrauben stellten sie die Rohrleitungssysteme her und schlossen Becken, Wannen, Toiletten sowie Brause- und Warmwasseranlagen an. Ihre Hauptaufgaben waren die Rohrmontage und der Einbau von sanitären Einrichtungen. Bei Reparaturarbeiten, Sonderanfertigungen und rationeller Vorfertigung von Teilen waren sie in der Werkstatt tätig, sonst auf der Baustelle, wo sie mit anderen Handwerkern zusammenarbeiteten.

## Weiterbildungsmöglichkeiten
Klempner und Installateure hatten nach erfolgreicher Ablegung der Gesellenprüfung mehrere Möglichkeiten, sich beruflich weiterzubilden:
- Klempner- und Installateurmeister
- Staatlich geprüfter Installationstechniker
- Ing. (grad.) Versorgungstechnik

## Bekannte Klempner und Installateure
- Louis Arend (1882–1952), deutscher Politiker und Handwerksfunktionär
- Erich Bär (1916–2005), Widerstandskämpfer gegen den Nationalsozialismus, später Oberstleutnant des Ministeriums für Staatssicherheit der DDR
- Karl-Heinz Bölling (* 1947), deutscher Hörspielautor
- Richard Boljahn (1912–1992), deutscher Politiker und Gewerkschafter
- Fritz Bringmann (1918–2011), deutscher kommunistischer Widerstandskämpfer gegen den Nationalsozialismus
- Manfred Dott (* 1940), deutscher Politiker und Parlamentarischer Staatssekretär
- Konrad Felber (* 1953), deutscher Politiker, Abgeordneter der letzten Volkskammer sowie des Bundestages
- Walter Franze (1903–1971), deutscher Journalist
- Rolf Geese (* 1944), deutscher Sportwissenschaftler, Konditionstrainer und Seniorensportler im Leichtathletik-Mehrkampf
- Klaus Hackert (1938–2022), deutscher Handwerksfunktionär und Kommunalpolitiker
- Ludwig Hettling (1938–2007), deutscher Politiker
- Karl-Heinz Hoheisel (1936–2018), deutscher Politiker, Mitglied der Hamburgischen Bürgerschaft
- Walter Jäger, deutscher Schachspieler
- Xaver Karl (1892–1980), deutscher Politiker, Widerstandskämpfer gegen den Nationalsozialismus
- Bernhard Kasperek (* 1952), deutscher Politiker
- Otto Kentzler (1941–2019), deutscher Unternehmer und Präsident des Zentralverbandes des Deutschen Handwerks
- Wilhelm Klagholz (1905–1984), Bildhauer für kunsthandwerkliche Metallarbeiten, Restaurator, Kleintierzüchter
- Ludwig Köbler (1920–1993), deutscher Politiker, Mitglied des Niedersächsischen Landtages
- Hermann Meeths (1843–1907), Mitglied der Lübecker Bürgerschaft, erster Obermeister der Lübeckischen Innung der Klempner
- Ernst Messerschmid (* 1945), deutscher Physiker, Hochschullehrer und Astronaut
- Bernhard Michel (* 1939), deutscher Maler und Grafiker
- Klaus Möhle (* 1952), deutscher Politiker, Abgeordneter der Bremischen Bürgerschaft
- Hubert Offermanns (1906–1985), deutscher Boxer
- Karl Petri (1913–1983), deutscher Politiker
- Karl-Heinz Prudöhl (* 1944), Ruderer, Olympiasieger im Achter
- Martin Schetter (1923–2003), deutscher Politiker
- Herbert Schuberth (* 1920), deutscher Politiker, unter anderem Oberbürgermeister der Stadt Halle (Saale)
- Wilhelm Tuch (1866–1921), deutscher Unternehmer und Politiker
- William Watts, englischer Handwerker, Erfinder des Turmgießverfahrens für Schrotkugeln aus Blei
- Klaus Rudolf Werhand (1938–2009), deutscher Kunstschmied und Bildhauer, speziell im Bereich der Metallbildnerei